# Albuca stapffii
Albuca stapffii är en sparrisväxtart som först beskrevs av Schinz, och fick sitt nu gällande namn av John Charles Manning och Peter Goldblatt. Albuca stapffii ingår i släktet Albuca och familjen sparrisväxter.
Artens utbredningsområde är Namibia. Inga underarter finns listade i Catalogue of Life.